# E-Prix di Monaco 2022
L'E-Prix di Monaco 2022 è stato il quarto appuntamento del Campionato mondiale di Formula E 2021-2022. L'evento si è svolto in un'unica gara disputata sul Circuito di Monte Carlo.

## Classifiche

### Prove libere
| Pos.           | No.            | Pilota                 | Squadra              | Tempo          |
| Prove libere 1 | Prove libere 1 | Prove libere 1         | Prove libere 1       | Prove libere 1 |
| -------------- | -------------- | ---------------------- | -------------------- | -------------- |
| 1              | 48             | Edoardo Mortara        | ROKiT Venturi Racing | 1:40.022       |
| 2              | 9              | Mitch Evans            | Jaguar TCS Racing    | 1:40.241       |
| 3              | 17             | Nyck de Vries          | Mercedes EQ          | 1:40.346       |
| Prove libere 2 |                |                        |                      |                |
| 1              | 25             | António Félix da Costa | DS Techeetah         | 1:30.435       |
| 2              | 94             | Mitch Evans            | Jaguar TCS Racing    | 1:30.644       |
| 3              | 10             | Robin Frijns           | Envision Racing      | 1:30.678       |

### Qualifiche
| Gruppo A | Gruppo A | Gruppo A            | Gruppo A                         | Gruppo A |
| Pos.     | No.      | Pilota              | Squadra                          | Tempo    |
| -------- | -------- | ------------------- | -------------------------------- | -------- |
| 1        | 5        | Stoffel Vandoorne   | Mercedes EQ Formula E Team       | 1:31.326 |
| 2        | 94       | Pascal Wehrlein     | TAG Heuer Porsche Formula E Team | 1:31.411 |
| 3        | 25       | Jean-Éric Vergne    | DS Techeetah                     | 1:31.533 |
| 4        | 11       | Lucas Di Grassi     | ROKiT Venturi Racing             | 1:31.681 |
| 5        | 10       | Sam Bird            | Jaguar TCS Racing                | 1:31.694 |
| 6        | 22       | Maximilian Günther  | Nissan e.dams                    | 1:31.899 |
| 7        | 33       | Dan Ticktum         | NIO 333 Formula E Team           | 1:31.931 |
| 8        | 48       | Edoardo Mortara     | ROKiT Venturi Racing             | 1:31.975 |
| 9        | 37       | Nick Cassidy        | Envision Racing                  | 1:32.009 |
| 10       | 7        | Sérgio Sette Câmara | Dragon / Penske Autosport        | 1:32.137 |
| 11       | 23       | Sébastien Buemi     | Nissan e.dams                    | 1:32.185 |

| Gruppo B | Gruppo B | Gruppo B               | Gruppo B                         | Gruppo B |
| Pos.     | No.      | Pilota                 | Squadra                          | Tempo    |
| -------- | -------- | ---------------------- | -------------------------------- | -------- |
| 1        | 9        | Mitch Evans            | Jaguar TCS Racing                | 1:31.245 |
| 2        | 17       | Nyck de Vries          | Mercedes EQ Formula E Team       | 1:31.271 |
| 3        | 36       | André Lotterer         | TAG Heuer Porsche Formula E Team | 1:31.313 |
| 4        | 4        | Robin Frijns           | Envision Racing                  | 1:31.405 |
| 5        | 30       | Oliver Rowland         | Mahindra Racing                  | 1:31.499 |
| 6        | 13       | António Félix da Costa | DS Techeetah                     | 1:31.510 |
| 7        | 28       | Oliver Askew           | Avalanche Andretti Formula E     | 1:31.614 |
| 8        | 27       | Jake Dennis            | Avalanche Andretti Formula E     | 1:31.830 |
| 9        | 29       | Alexander Sims         | Mahindra Racing                  | 1:31.933 |
| 10       | 99       | Antonio Giovinazzi     | Dragon / Penske Autosport        | 1:32.091 |
| 11       | 3        | Oliver Turvey          | NIO 333 Formula E Team           | 1:32.497 |

|  | Quarti di finale | Quarti di finale | Quarti di finale |     |          | Semifinali | Semifinali | Semifinali |  |  | Finale | Finale | Finale |  |
|  |                  |                  |                  |     |          |            |            |            |  |  |        |        |        |  |
|  | FRI              | FRI              | 1:30.451         |     |          |            |            |            |  |  |        |        |        |  |
|  | FRI              | FRI              | 1:30.451         |     |          |            |            |            |  |  |        |        |        |  |
|  | VAN              | VAN              | 1:30.293         |     |          |            |            |            |  |  |        |        |        |  |
|  | VAN              | VAN              | 1:30.293         |     | VAN      | VAN        | 1:30.243   |            |  |  |        |        |        |  |
|  |                  |                  |                  |     | VAN      | VAN        | 1:30.243   |            |  |  |        |        |        |  |
|  |                  |                  | WEH              | WEH | 1:30.065 |            |            |            |  |  |        |        |        |  |
|  | LOT              | LOT              | WEH              | WEH | 1:30.065 | 1:30.336   |            |            |  |  |        |        |        |  |
|  | LOT              | LOT              |                  |     |          |            |            |            |  |  |        |        |        |  |
|  | WEH              | WEH              | 1:30.098         |     |          |            |            |            |  |  |        |        |        |  |
|  | WEH              | WEH              | 1:30.098         |     | WEH      | WEH        | 1:30.096   |            |  |  |        |        |        |  |
|  |                  |                  |                  |     |          |            |            |            |  |  |        |        |        |  |
|  |                  |                  | EVA              | EVA | 1:28.839 |            |            |            |  |  |        |        |        |  |
|  | DEV              | DEV              | EVA              | EVA | 1:28.839 | 1:30.938   |            |            |  |  |        |        |        |  |
|  | DEV              | DEV              |                  |     |          |            |            |            |  |  |        |        |        |  |
|  | JEV              | JEV              | 1:30.421         |     |          |            |            |            |  |  |        |        |        |  |
|  | JEV              | JEV              | 1:30.421         |     | JEV      | JEV        | 1:30.118   |            |  |  |        |        |        |  |
|  |                  |                  |                  |     | JEV      | JEV        | 1:30.118   |            |  |  |        |        |        |  |
|  |                  |                  | EVA              | EVA | 1:30.001 |            |            |            |  |  |        |        |        |  |
|  | EVA              | EVA              | EVA              | EVA | 1:30.001 | 1:30.053   |            |            |  |  |        |        |        |  |
|  | EVA              | EVA              |                  |     |          |            |            |            |  |  |        |        |        |  |
|  | DIG              | DIG              | 1:30.338         |     |          |            |            |            |  |  |        |        |        |  |

| Risultati qualifica | Risultati qualifica | Risultati qualifica    | Risultati qualifica       | Risultati qualifica | Risultati qualifica | Risultati qualifica | Risultati qualifica | Risultati qualifica |
| Pos.                | No.                 | Pilota                 | Squadra                   | Gruppi              | Duelli              | Semifinali          | Finale              | Griglia             |
| ------------------- | ------------------- | ---------------------- | ------------------------- | ------------------- | ------------------- | ------------------- | ------------------- | ------------------- |
| 1                   | 9                   | Mitch Evans            | Jaguar TCS Racing         | 1:31.245            | 1:30.053            | 1:30.001            | 1:29.839            | 1                   |
| 2                   | 94                  | Pascal Wehrlein        | TAG Heuer Porsche         | 1:31.441            | 1:30.098            | 1:30.065            | 1:30.096            | 2                   |
| 3                   | 25                  | Jean-Éric Vergne       | DS Techeetah              | 1:31.533            | 1:30.421            | 1:30.118            |                     | 3                   |
| 4                   | 5                   | Stoffel Vandoorne      | Mercedes EQ               | 1:31.326            | 1:30.293            | 1:30.243            | 4                   |                     |
| 5                   | 11                  | Lucas Di Grassi        | ROKiT Venturi Racing      | 1:31.681            | 1:30.338            |                     | 5                   |                     |
| 6                   | 36                  | André Lotterer         | TAG Heuer Porsche         | 1:31.313            | 1:30.366            | 6                   |                     |                     |
| 7                   | 4                   | Robin Frijns           | Envision Racing           | 1:31.405            | 1:30.451            | 7                   |                     |                     |
| 8                   | 17                  | Nyck de Vries          | Mercedes EQ               | 1:31.271            | 1:30.938            | 8                   |                     |                     |
| 9                   | 30                  | Oliver Rowland         | Mahindra Racing           | 1:31.499            |                     | 9                   |                     |                     |
| 10                  | 10                  | Sam Bird               | Jaguar TCS Racing         | 1:31.694            | 13                  |                     |                     |                     |
| 11                  | 13                  | António Félix da Costa | DS Techeetah              | 1:31.510            | 10                  |                     |                     |                     |
| 12                  | 22                  | Maximilian Günther     | Nissan e.dams             | 1:31.899            | 11                  |                     |                     |                     |
| 11                  | 28                  | Oliver Askew           | Avalanche Andretti        | 1:31.614            | 12                  |                     |                     |                     |
| 15                  | 33                  | Dan Ticktum            | NIO 333                   | 1:31.931            | 14                  |                     |                     |                     |
| 13                  | 27                  | Jake Dennis            | Avalanche Andretti        | 1:31.830            | 15                  |                     |                     |                     |
| 17                  | 48                  | Edoardo Mortara        | ROKiT Venturi Racing      | 1:31.975            | 16                  |                     |                     |                     |
| 16                  | 29                  | Alexander Sims         | Mahindra Racing           | 1:31.933            | 17                  |                     |                     |                     |
| 18                  | 37                  | Nick Cassidy           | Envision Racing           | 1:32.009            | 18                  |                     |                     |                     |
| 19                  | 99                  | Antonio Giovinazzi     | Dragon / Penske Autosport | 1:32.091            | 19                  |                     |                     |                     |
| 20                  | 7                   | Sérgio Sette Câmara    | Dragon / Penske Autosport | 1:32.137            | 20                  |                     |                     |                     |
| 22                  | 3                   | Oliver Turvey          | NIO 333                   | 1:32.497            | 21                  |                     |                     |                     |
| 21                  | 23                  | Sébastien Buemi        | Nissan e.dams             | 1:32.185            | 22                  |                     |                     |                     |

### Gara
| Pos. | No. | Pilota                 | Squadra                   | Giri | Tempo/Ritiro       | Griglia | Punti |
| ---- | --- | ---------------------- | ------------------------- | ---- | ------------------ | ------- | ----- |
| 1    | 5   | Stoffel Vandoorne      | Mercedes EQ               | 30   | 51:12.473          | 4       | 25    |
| 2    | 9   | Mitch Evans            | Jaguar TCS Racing         | 30   | +1.285             | 1       | 18+3  |
| 3    | 25  | Jean-Éric Vergne       | DS Techeetah              | 30   | +3.293             | 3       | 15    |
| 4    | 4   | Robin Frijns           | Envision Racing           | 30   | +3.467             | 7       | 12+1  |
| 5    | 13  | António Félix da Costa | DS Techeetah              | 30   | +3.952             | 10      | 10    |
| 6    | 11  | Lucas Di Grassi        | ROKiT Venturi Racing      | 30   | +8.133             | 5       | 8     |
| 7    | 37  | Nick Cassidy           | Envision Racing           | 30   | +15.273            | 18      | 6     |
| 8    | 23  | Sébastien Buemi        | Nissan e.dams             | 30   | +17.773            | 22      | 4     |
| 9    | 27  | Jake Dennis            | Avalanche Andretti        | 30   | +17.820            | 15      | 2     |
| 10   | 17  | Nyck de Vries          | Mercedes EQ               | 30   | +18.283            | 8       | 1     |
| 11   | 29  | Alexander Sims         | Mahindra Racing           | 30   | +19.350            | 17      |       |
| 12   | 33  | Dan Ticktum            | NIO 333                   | 30   | +19.756            | 14      |       |
| 13   | 7   | Sérgio Sette Câmara    | Dragon / Penske Autosport | 30   | +22.894            | 20      |       |
| 14   | 3   | Oliver Turvey          | NIO 333                   | 30   | +23.198            | 21      |       |
| 15   | 28  | Oliver Askew           | Avalanche Andretti        | 30   | +23.432            | 12      |       |
| 16   | 99  | Antonio Giovinazzi     | Dragon / Penske Autosport | 30   | +27.987            | 19      |       |
| 17   | 22  | Maximilian Günther     | Nissan e.dams             | 30   | +39.668            | 11      |       |
| Rit. | 48  | Edoardo Mortara        | ROKiT Venturi Racing      | 23   | Incidente          | 16      |       |
| Rit. | 36  | André Lotterer         | TAG Heuer Porsche         | 18   | Incidente          | 6       |       |
| Rit. | 30  | Oliver Rowland         | Mahindra Racing           | 18   | Incidente          | 9       |       |
| Rit. | 94  | Pascal Wehrlein        | TAG Heuer Porsche         | 15   | Problema elettrico | 2       |       |
| Rit. | 10  | Sam Bird               | Jaguar TCS Racing         | 7    | Incidente          | 13      |       |